# Себастијан Самуелсон
Себастијан Самуелсон (швед. Sebastian Samuelsson; Катринехолм, 28. март 1997) шведски је биатлонац.
На Олимпијским играма у дебитује Пјонгчану 2018. Са мушком штафетом освојио је златну медаљу, у потери је дошао до сребра, у појединачном је био четврти, у спринту четрнаести, а у масовном старту двадесет трећи.